# 守長
守長（もりなが、生没年不詳）は、江戸時代の浮世絵師。

## 来歴
出自・経歴は一切不明。ニューオータニ美術館所蔵の肉筆美人画「月下美人図」（絹本着色）に「守長」の落款と「畫仙」の印章があり、この絵の作者として知られるのみである。文政の頃の作とされ、内容は「ぬしはまだ　こまがたあたり　ほととぎす」という俳句の意を表したものだという。